# Афіпсип
Афипсип (рос. Афипсип, адиг. Афыпсып) — аул у республіці Адигеї, піпорядкований Афіпсипському сільському поселенню Тахтамукайського району.

## Географія
Розташований на березі Шапсугського водосховища.
Аул поділяється на два квартали: «Румовища» (Хэкужъхьабл) та «Нові квартали» (ЧылэунакІ).

## Історія
Назва аулу походить від його місця розташування і означає «гирло річки Афіпс».
Аул заснований у 1864 році вихідцями з Шапсугії. Афіпсип — один з небагатьох населених пунктів, де нащадки шапсугів продовжують зберігати елементи свій етнічної самобутності: традиції, звичаї, музичну культуру і шапсугський діалект адиго-черкеської мови.

## Населення
Населення аулу за останні роки:
- 2002 — 1999[4];
- 2010 — 2121[5]:
- 2013 — 2147.